# Willys Interlagos
De Willys Interlagos was een sportwagen die onder licentie van Alpine werd geproduceerd door Willys-Overland do Brasil in São Paulo (Brazilië). Het was de eerste sportwagen die in Brazilië werd gebouwd. De modelnaam verwijst naar het racecircuit van Interlagos en was bedoeld om de sportiviteit van het model te onderstrepen.

## Historiek
Eind jaren vijfig kondigde Volkswagen aan dat het de op de Kever gebaseerde Karmann Ghia coupé zou gaan produceren in Brazilië. Willys-Overland kon niet achterblijven en klopte via zijn contacten met Renault aan bij sportwagenfabrikant Alpine. Die had op dat moment de Alpine A108 in ontwikkeling, een sportwagen die veel onderdelen gemeen had met de Renault Dauphine die door Willys-Overland al in licentie gebouwd werd in Brazilië. Bovendien was de Alpine A108 met zijn kunststof carrosserie en zijn chassis bestaande uit stalen buizen gemakkelijk en relatief goedkoop met de hand te bouwen.
In 1961 sluit Jean Rédélé, oprichter en toenmalig eigenaar van Alpine, een contract met Willys-Overland do Brasil om zijn voertuigen onder licentie te gaan produceren. Het resultaat van de samenwerking werd in 1962 op het autosalon van São Paulo aan het publiek voorgesteld: de Willys Interlagos Berlineta die qua constructie bijna identiek was aan de Alpine A108 Berlinette die door Alpine in 1960 uitgebracht werd. Op dat ogenblik waren er al 131 exemplaren van de Interlagos geproduceerd.
Tegen het eind van de productie in 1966 waren er slechts zo'n 860 exemplaren gebouwd.

## Ontwerp
De Willys Interlagos was leverbaar met verschillende vier-in-lijn heckmotoren van respectievelijk 845 cc, 904 cc en 998 cc. De krachtigste versie van 998 cc leverde 71 pk, goed voor een topsnelheid van 160 km/u.
De Interlagos had een carrosserie in glasvezel. Dit materiaal bespaarde gewicht, wat vooral belangrijk was voor de autosport. De wagens hadden vooraan het opschrift "Interlagos" en achteraan het opschrift "Willys". De Interlagos was alleen op bestelling leverbaar.
Er waren drie carrosserievarianten beschikbaar: de Willys Interlagos Berlineta, de  Willys Interlagos Cupê en Willys Interlagos Conversível. De eerste werd ontworpen door Philippe Charles, de laatste twee kwamen uit de pen van Giovanni Michelotti. 
De Willys Interlagos Berlineta, het zustermodel van de Alpine A108 Berlinette, werd ontworpen als rallysportwagen. Jean Rédélé ontwikkelde immers niet alleen personenwagens maar ook voertuigen die in de eerste plaats voor de autosport waren ontworpen. De raceversie van de Interlagos Berlineta nam deel aan wedstrijden zoals de Guanabara GP en aan wedstrijden op het gelijknamige racecircuit van Interlagos.
De Willys Interlagos Cupê is een coupé die nauw verwant was met de Alpine A108 Coupe Sport uit 1960. De voorkant had een gelijkaardig ontwerp als dat van de Willys Interlagos Berlineta, maar de daklijn en de achterzijde verschilden aanzienlijk.
De Willys Interlagos Conversível was de cabrioversie van de Willys Interlagos. De auto was het zustermodel van de Alpine A108 Cabriolet Sport uit 1960. De Conversível had een stoffen dak dat neergeklapt kan worden. De tankdop zat direct achter de cabriokap, in tegenstelling tot de Berlineta waar de tankdop in de C-stijl verwerkt was. Ook had de wagen grotere koplampen dan zijn Franse tegenhanger.

## Fotogalerij

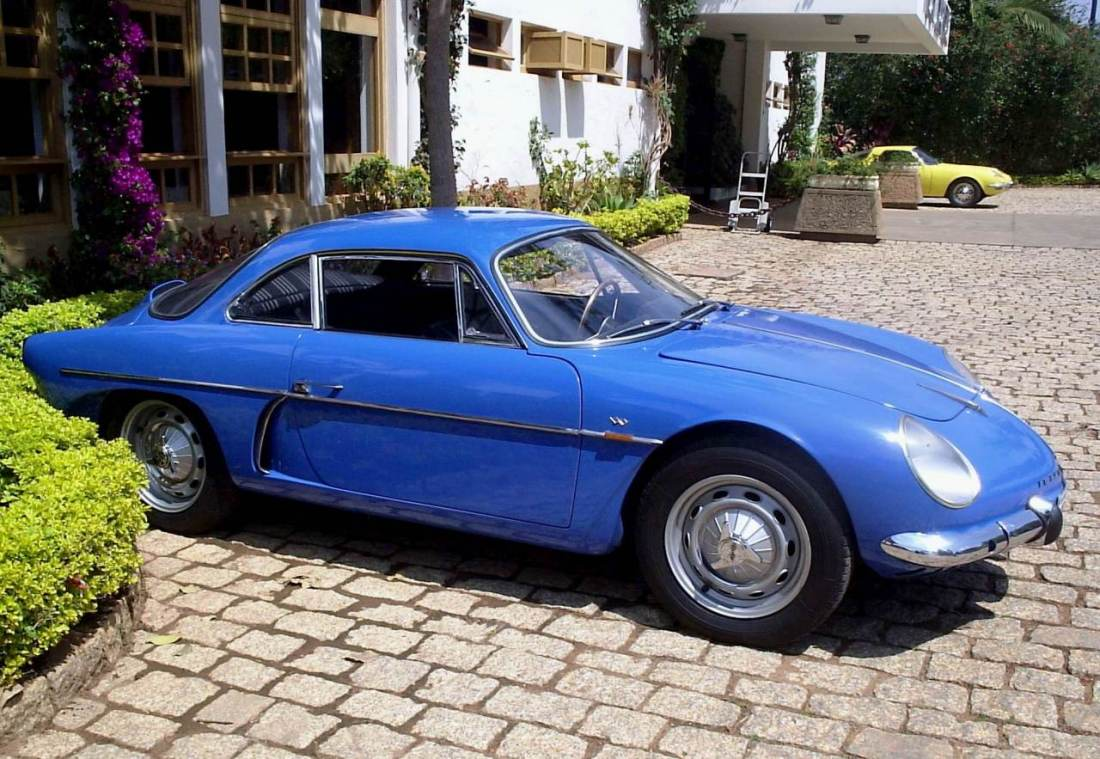
Willys Interlagos Berlineta (1964)
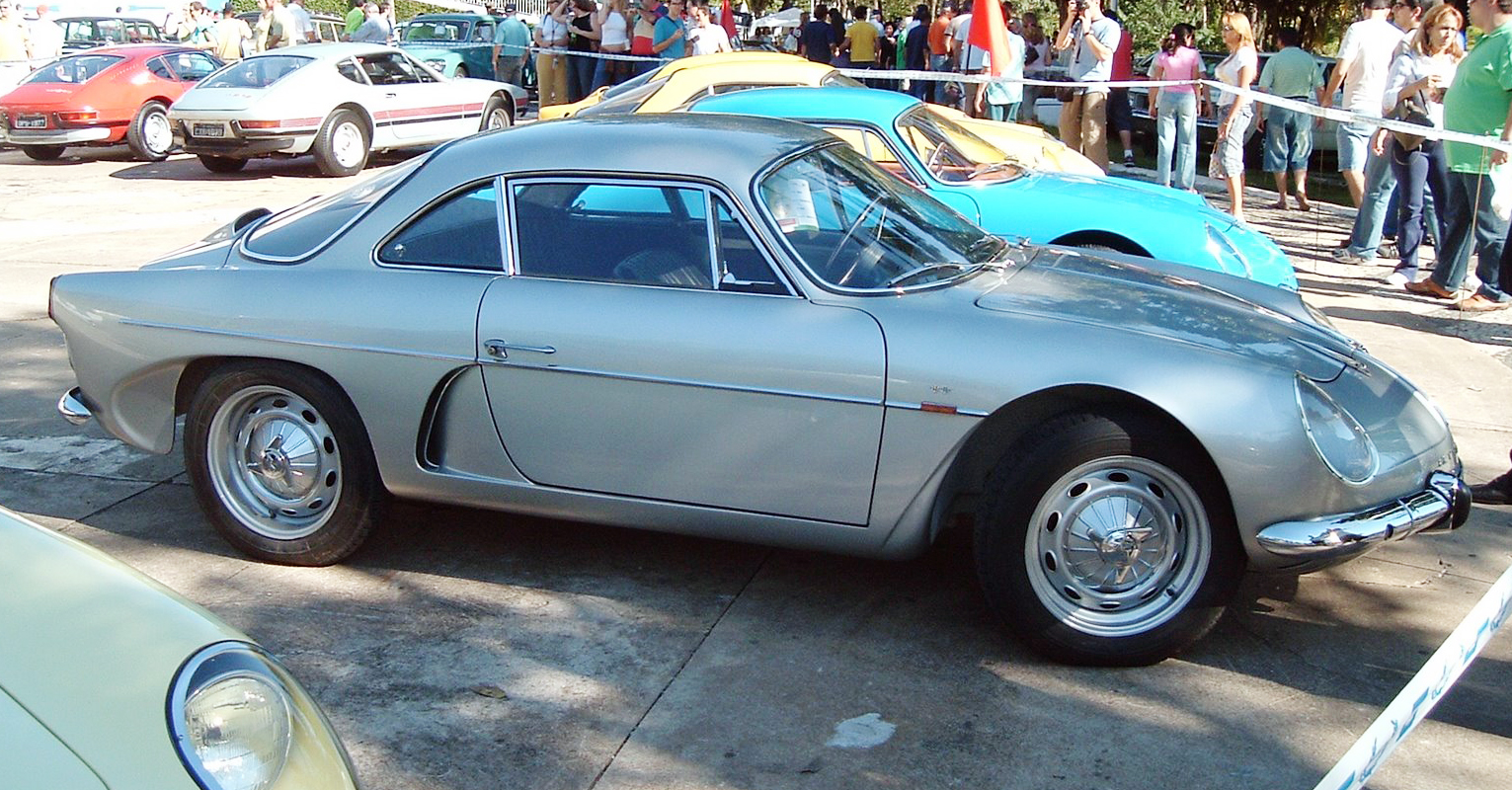
Willys Interlagos Berlineta (1966)
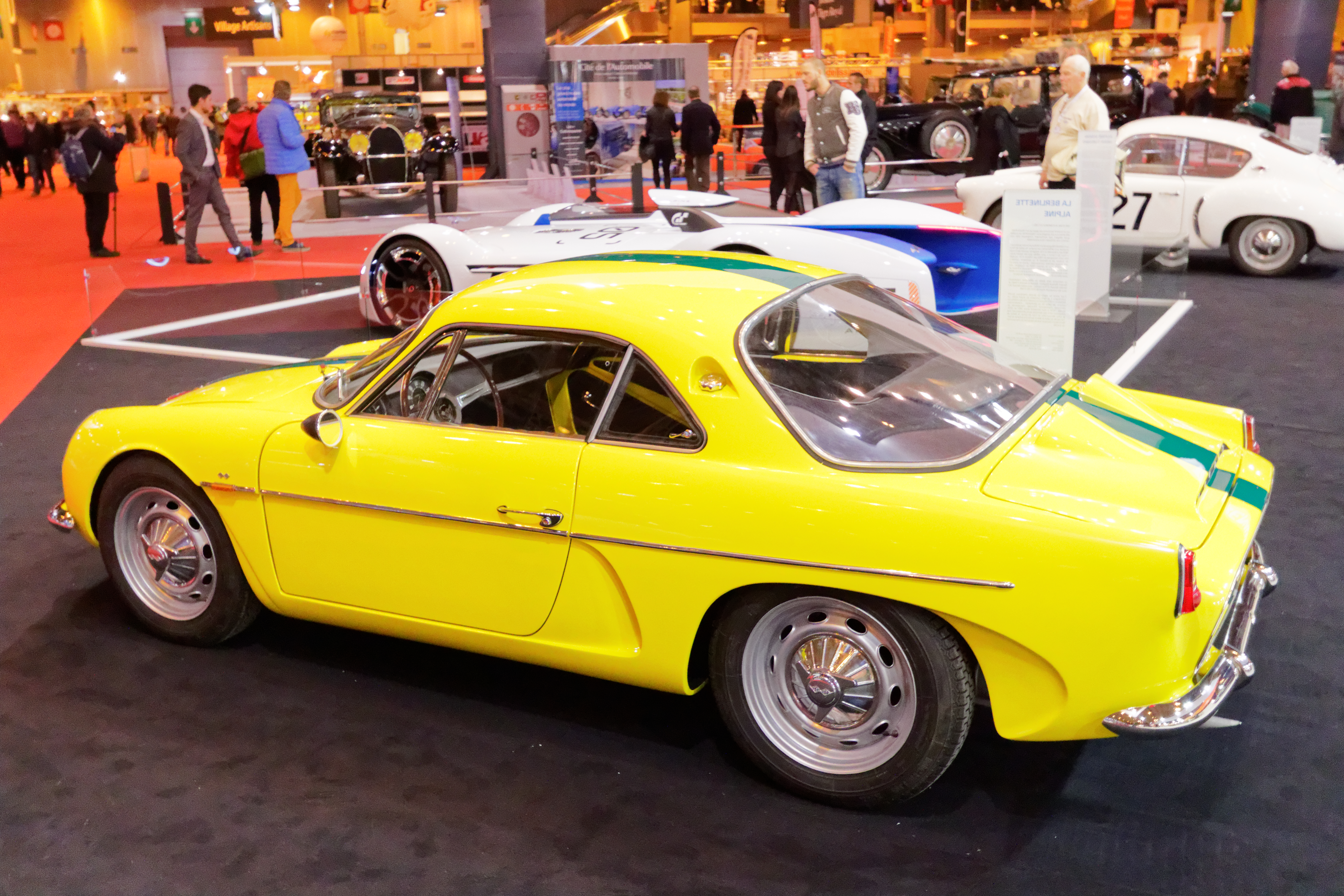
De tankdop in de C-stijl van de Willys Interlagos Berlineta
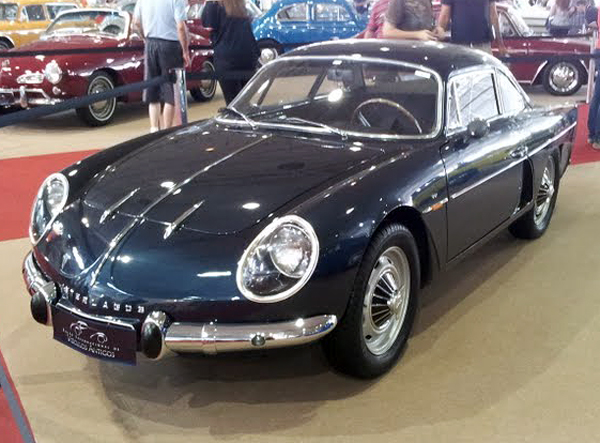
De grotere koplampen van de Willys Interlagos Berlineta
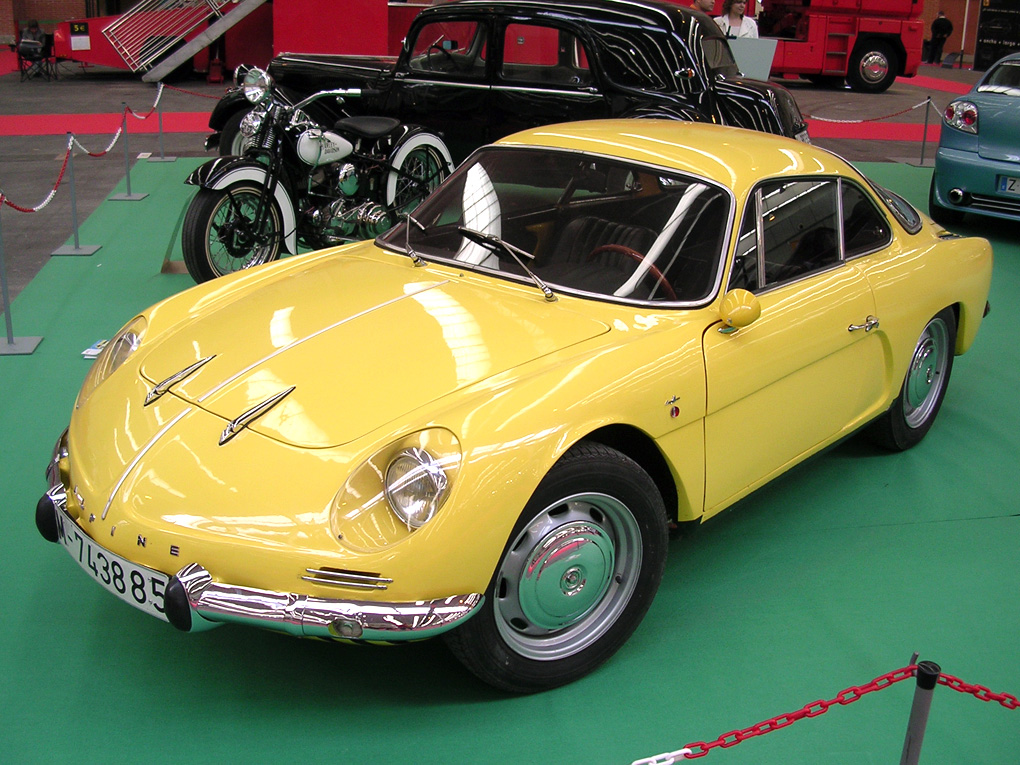
Alpine A108 Berlinette, het zustermodel van de Willys Interlagos Berlineta
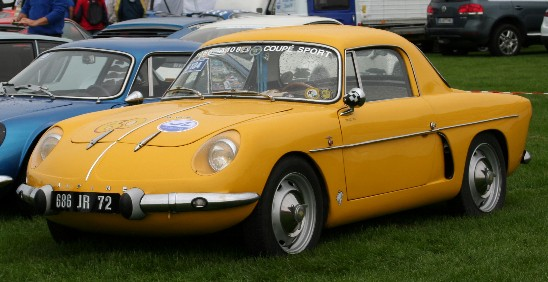
Alpine A108 Coupe Sport, het zustermodel van de Willys Interlagos Cupê
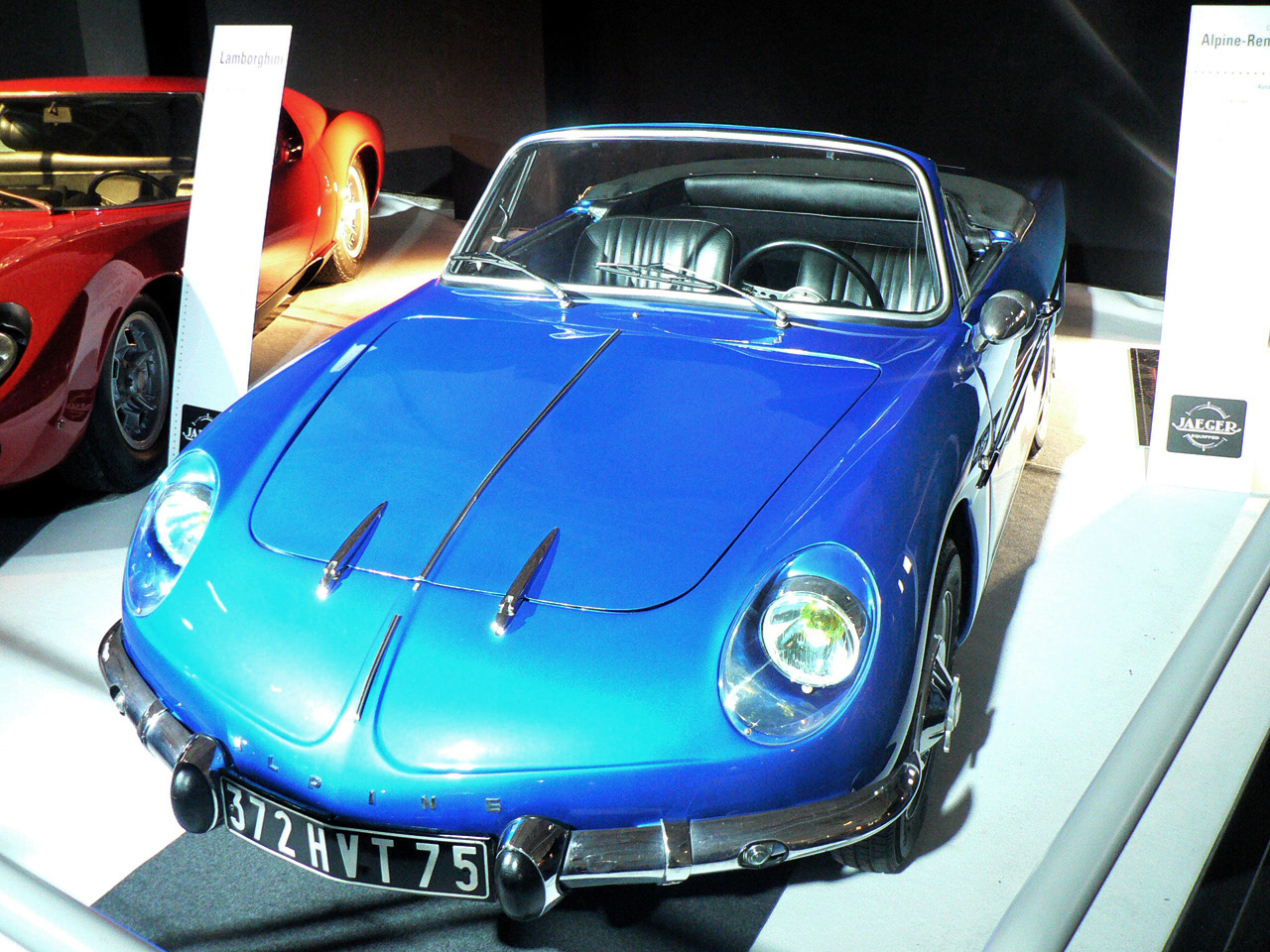
Alpine A108 Cabriolet Sport, het zustermodel van de Willys Interlagos Conversível